# Marcin Lindentolde

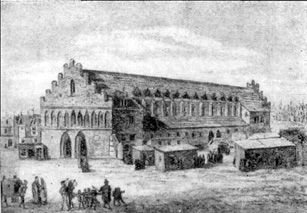
Sukiennice gotyckie istniejące do pożaru w 1555

Marcin Lindentolde – architekt okresu gotyku. W latach 1390–1392 zbudował pierwsze Sukiennice na rynku w Krakowie.